# El ejército del crimen
L'armée du crime (El ejército del crimen en francés) es una película francesa dirigida por Robert Guédiguian, estrenada en 2009. Cuatro años después de Le promeneur du Champ-de-Mars, Robert Guédiguian regresa al género histórico dirigiendo L'Armée du crime, una película que recorre la trayectoria del FTP-MOI, resistentes comunistas inmigrantes liderados por Missak Manouchian. El título, que da la vuelta al cartel rojo titulado Des Libérateurs ? La Libération par l'armée du crime (¿Liberadores? La liberación por el ejército del crimen), recuerda al de L'Armée des ombres de Jean-Pierre Melville, con la que coincide en ser la crónica de una red de resistentes y de la aplicación de la tortura.

## Sinopsis
En París, bajo la Ocupación, un grupo dispar de resistentes comete atentados espontáneos y desorganizados. Missak Manouchian, un exiliado del genocidio armenio, desea ayudarlos pero es reticente a la idea de matar. Las circunstancias le llevarán a transgredir su ética. Bajo su impulso, el grupo se estructura y planifica sus acciones. La "Red Manouchian" ha nacido.
El largometraje sigue la historia de este grupo desde su formación hasta su ejecución en febrero de 1944.

## Distinciones
L'armée du crime fue proyectada fuera de concurso en la selección oficial del Festival de Cannes de 2009.